# Ramfredo
Ramfredo (fl. XI secolo) è stato un cavaliere medievale normanno che comparve nella prima metà del secolo XI (1035 ca.) al seguito della casata Altavilla nel territorio della Murgia, in particolare a Minervino (poi Minervino Murge).
Ramfredo fa parte del gruppo di condottieri che partecipa a Melfi al parlamento generale dei baroni longobardi e normanni, al principio del 1043, indetto da Guaimario V, principe Longobardo di Salerno, da Rainulfo Drengot, conte di Aversa, e da Guglielmo I d'Altavilla.
Tutti offrono un omaggio come vassalli a Guaimario, che riconosce a Guglielmo I d'Altavilla il primo titolo di Conte di Puglia. Nasce, così, il nuovo stato normanno denominato contea di Puglia. È un territorio non omogeneo, acquisito dal clan Altavilla a "macchia di leopardo". L'intera area, ad eccezione di Melfi, viene suddivisa in dodici baronie, costituite a beneficio dei capi normanni e assegnate nei territori di Capitanata, Apulia e Irpinia, fino al Vulture-Melfese; in effetti Melfi, città che rimane al di fuori dalla spartizione, diventa sede della contea.
Il centro della città di Melfi è diviso in dodici quartieri, in ognuno dei quali ciascun conte possiede un palazzo e controlla un settore dell'abitato. I Normanni dividono in dodici diverse baronie le terre conquistate o da conquistare. Il sovrano attribuisce i feudi secondo il rango ed il merito ed ognuno dei condottieri si dedicherà alla conquista di quanto concessogli.
Ramfredo diventa signore di Minervino. La baronia comprende il territorio della Murgia, assegnato a Ramfredo, in quanto emerge tra i Capi Normanni legati come vassalli alla dinastia Altavilla. I Normanni tendono a far coincidere la  riorganizzazione religiosa con la giurisdizione amministrativa: Minervino, infatti, è sede vescovile.
Nel 1059 al concilio di Melfi I, il pontefice Niccolò II, eleva la contea di Puglia a ducato di Puglia e la affida alla casata Altavilla.

## Fonti
- Amato di Montecassino
- Leone Ostiense